# Police militaire suisse
 (janvier 2025).
La police militaire suisse (PM ou en allemand : MP) est la force de police au sein de l'Armée suisse.
Le commandement de la Police militaire est basé à Sion, en Valais.

## Histoire
La Police militaire suisse est instituée formellement à l'occasion de la réforme de l'organisation militaire de la Confédération suisse du 12 avril 1907. Formée d'agents des corps de police civils, elle s'appelle alors la "gendarmerie de campagne" et est chargée du service de police auprès des troupes. Elle constitue alors un service auxiliaire de l'armée, à l'instar de la poste de campagne ou de la justice militaire,.

## Organisation
La Police militaire est subordonnée au Commandement des Opérations (cdmt op). À l'échelon de l'armée, on la considère institutionnellement comme une brigade.[réf. souhaitée]
Elle regroupe des formations professionnelles et des formations de milice. Dans les faits, elle est essentiellement constituée de militaires professionnels (militaires de carrière, militaires de carrière spécialistes et militaires contractuels).[réf. souhaitée]

### Formations professionnelles
En 2021, le commandement de la Police militaire est le plus grand employeur de personnel militaire avec 572 postes à plein temps (en 2023, le Groupement défense compte 2 873 militaires de carrière et militaires de carrière spécialisés répartis dans toute l'organisation, soit 30,8% des 9 331 salariés de l'Armée suisse).
Les formations professionnelles sont ainsi constituées :
- L'État-major de la Police militaire ;
- Le Commandement Centre de compétences de la Police militaire ;
- Le Commandement d’engagement de la Police militaire ;
- Le Commandement d’engagement du service de sécurité de la police militaire ;
- La police judiciaire militaire ;
- La Centrale d'enagement de la Police militaire ;
- Le Centre de suivi de situation de la Police militaire ;
- Le domaine Transports de sécurité de la Police militaire ;
- Le Bureau de l’entraide judiciaire de la Police militaire ;
- La Prévention des accidents et des dommages militaires.

#### Commandement d'engagement de la PM (anciennement PM territoriale)
Formation professionnelle la plus importante de l'organisation, le commandement d’engagement de la PM (cdmt eng PM) est responsable des tâches de police principales, à savoir :
- la police de sécurité ;
- la police de la circulation ;
- la police judiciaire militaire.

De manière subsidiaire, le cdmt eng PM est en outre chargé :
- des actions de protection et de sûreté pour des tiers (service et engagement d’appui) ;
- du service de promotion de la paix à l'étranger (international military police).

Ces missions sont effectuées par des militaires affectés à des postes de police militaire répartis sur le territoire.[réf. souhaitée]
Les militaires d'engagement de la PM sont donc équivalents à des policiers cantonaux au sein de l'armée. À ce titre, ils bénéficient d'un brevet fédéral de policier / de policière afin d'exercer dans le cdmt eng PM.

#### Commandement d’engagement du service de sécurité de la PM (anciennement PM mobile)
Le commandement d’engagement du service de sécurité de la police militaire (cdmt eng PM S séc) est la formation professionnelle du commandement de la police militaire spécialisée dans la protection des infrastructures critiques de l’armée et chargée de mener des actions de protection et de sûreté au sein de l’armée. Il est constitué de personnel militaire dont la formation de base porte principalement sur la police de sécurité.
Les militaires du cdmt eng PM S séc sont affectés à des missions de protection et de sécurité au profit des autorités militaires comme civiles (protection d’infrastructures, protections d’aérodromes, protection de personnes, protection de convois, protection d’ambassades).[réf. souhaitée]
Ne disposant pas de la compétence de police judiciaire, les militaires du cdmt eng PM S séc travaillent en étroite collaboration avec la police militaire d’engagement ainsi que les différentes polices cantonales.
Le service de sécurité de la police militaire est différenciable du cdmt eng PM notamment grâce à ses véhicules sérigraphiés particuliers. En dessous de l'inscription "Police militaire", il y figure en effet la mention "Service de sécurité" (Sicherheitsdienst).

### Formations de milice
Les formations de milice sont constituées :
- De bataillons de la Police militaire ;
- De l'École de recrues de Police militaire 19 ;
- De la compagnie d'intervention de la Police militaire ;
- Du Commandement d’engagement de la police militaire – recherche et protection.

#### Bataillons de PM
Les bataillons de police militaire sont les formations de milice "de base" du commandement de la Police militaire. Ils sont capables de mener leurs actions de manière autonome ou en collaboration avec les formations professionnelles. Chaque bataillon entre en service une fois par année pour effectuer un cours de répétition de trois semaines (quatre semaines pour les cadres).

#### École de recrues de PM 19
L'instruction de base de tous les soldats de police militaire de milice est effectuée à Sion au cours d'une école de recrues à l'ER PM 19. Les futurs sous-officiers y accomplissent en outre leur école de sous-officiers (ESO PM 19). En raison de l'appartenance intégrale de la Police militaire au Commandement des opérations, l'École de PM 19 est rattachée à la Formation d'application de l'infanterie, subordonnée au Commandement de l'instruction. Cependant, c’est toujours le commandant de la Police militaire qui édicte les directives spécifique pour l’instruction pour les soldats de PM,.

#### Compagnie d'intervention de la PM
Les militaires de milice en service long sont incorporés dans la compagnie d'intervention de la PM (cp interv PM) depuis leur sortie de l'École de recrues (18 semaines pour un soldat) jusqu'à la fin de leur service (24 semaines, soit 42 semaines en tout). L'unité est disloquée et engagée par détachements en renforcement actif des différentes formations du cdmt eng PM S séc pour la protection d’infrastructures critiques de l’armée et dans les actions de protection et de sécurité au sein de l’armée. Sur le plan organisationnel, elle est rattachée au Centre de compétences de la Police militaire.

## Missions

### Police judiciaire militaire
À l'instar de la police judiciaire civile, la police judiciaire militaire est chargée du constat, de l'enquête et d'une partie de l'instruction conséquents aux infractions commises par toutes les personnes soumises au code pénal militaire. Elle est habilitée à prendre des mesures de police dans la poursuite de ses objectifs.

### Police de la circulation

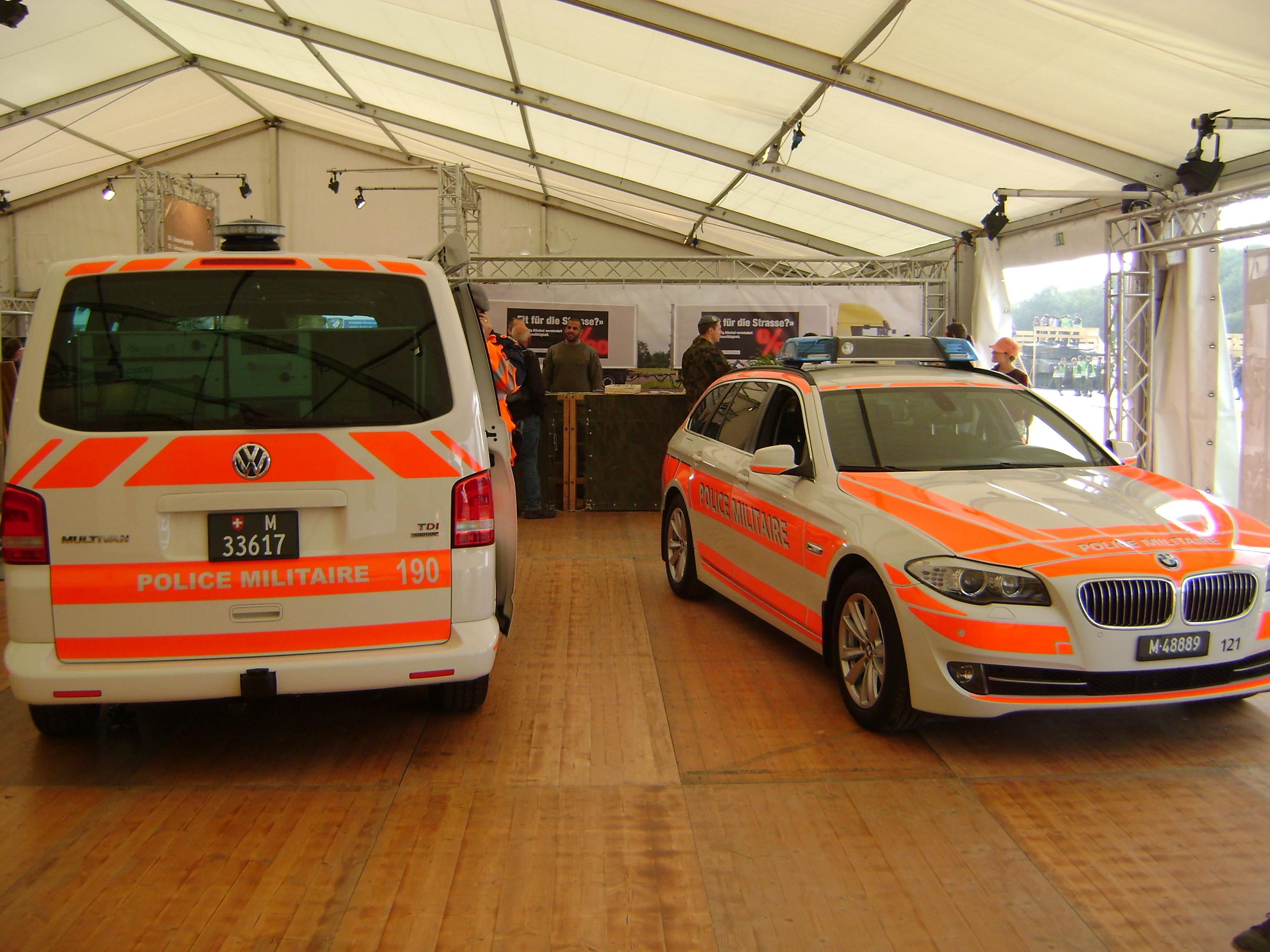
Véhicules de la PM en 2014.

La police de la circulation sert à la prévention, à la répression et au soutien aux autres formations militaires en matière de circulation routière. Elle couvre notamment les domaines :
- des mouvements des chars ;
- de l'entraide judiciaire ;
- de la prévention des accidents et des dommages militaires.

Tous les accidents de la circulation impliquant des militaires ne sont pas nécessairement traités par la Police militaire. Les accidents de moindre importance (le montant total des dommages n'excède pas 5 000  francs) font uniquement l'objet d'une déclaration du dommage matériel par les militaires concernés. Le commandant règle alors la procédure disciplinaire et le chef de la circulation et des transports règle la procédure concernant les dommages matériels en collaboration avec la Base logistique de l'Armée et le Centre de dommages du DDPS.

### Service de promotion de la paix à l'étranger (International Military Police)
Dans le cadre de Swissint, la Swisscoy engage des policières et policiers militaires dans le détachement de police militaire internationale (International Military Police, IMP) au profit de la KFOR au Kosovo.
À l'intérieur de la KFOR, l'IMP assure les mêmes missions que le cdmt eng PM, police judiciaire militaire y comprise.

## Couleurs et uniforme

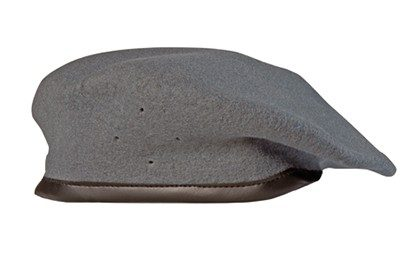
Béret de la Police militaire, sans insigne de grande unité.
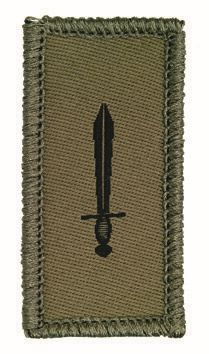
Insigne d'arme pour les tenues B et C.
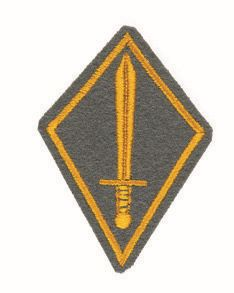
Insigne de col sur la tenue A.

Les militaires incorporés à la Police militaire portent un béret et des passants d'épaule gris.
Sur les tenues de service (tenue B) et de travail (tenue C), l'insigne d'arme de la Police militaire représente une épée verticale. Sur la tenue de sortie (tenue A), deux insignes d'arme grises sont brodées au col de la veste de costume. Elles représentent l'épée en or sur fond gris.
Les policiers militaires professionnels portent une tenue de travail différente des autres militaires. Ils revêtent une combinaison gris vert dénuée de camouflage militaire. Ils affichent en outre une insigne noire à la poitrine et un brassard noir "MP" lorsqu'ils sont en service.

## Liens
- Site officiel